# فرودگاه هلسینکی-مالمی
فرودگاه هلسینکی-مالمی (به انگلیسی: Helsinki-Malmi Airport) (به زبان بومی: Helsinki-Malmin lentoasema) یک فرودگاه همگانی مسافربری با کد یاتا HEM است که یک باند فرود آسفالت دارد و طول باند آن ۱۲۸۰ متر است. این فرودگاه در شهر هلسینکی کشور فنلاند قرار دارد و در ارتفاع ۱۷ متری از سطح دریا واقع شده‌است.